# Xihu (Nanchang)
Der Stadtbezirk Xihu (chinesisch 西湖区, Pinyin Xīhú Qū) ist ein Stadtbezirk, der zum Verwaltungsgebiet der bezirksfreien Stadt Nanchang in der chinesischen Provinz Jiangxi gehört. Er hat eine Fläche von 43 km² und zählt 503.821 Einwohner (Stand: Zensus 2010).

## Administrative Gliederung
Auf Gemeindeebene setzt sich der Stadtbezirk aus zehn Straßenvierteln und einer Großgemeinde zusammen. 